# 全国町並み保存連盟
特定非営利活動法人全国町並み保存連盟（とくていひえいりかつどうほうじんぜんこくまちなみほぞんれんめい）は、地域の文化と歴史的町並みなどの保存・再生運動を通じて、歴史・文化環境の向上と地域の活性化に寄与することを目的に活動を行っている団体である。

## 概要
1974年（昭和49年）4月、「妻籠を愛する会」「今井町を保存する会」「有松まちづくりの会」の3つの市民団体が愛知県名古屋市有松の絞りの老舗の座敷に集まり、設立される。
1978年（昭和53年）から開催している「全国町並みゼミ」では、各地の町並み保存・活用運動や歴史を生かしたまちづくりについての情報交換や事例の検証を行うとともに、全国の会員の交流を図っている。1999年、設立25周年記念として書籍『新・町並み時代-まちづくりへの提案』を刊行。2003年6月、特定非営利活動法人の認証を受ける。

## 組織
- 設立：1974年（昭和49年）4月
- 加盟団体数：68団体
- 理事長：福川裕一（千葉大学名誉教授）
- 所在地：東京都港区西新橋2-8-14 宝栄西新橋ビル401号（〒105-0003）

## 主な事業
- 町並み運動団体との交流、親睦および支援
- 国、自治体等との交流および政策提言
- 全国町並みゼミの開催および機関誌、資料の刊行
- 情報の収集整備と発信、調査、研究と活用
- 国内、海外諸団体との交流と提携
- 子どものための環境教育及び総合学習への支援
- 峯山冨美賞の選定、授賞。

## 関連文献
- 『新・町並み時代-まちづくりへの提案』 全国町並み保存連盟編著[3]、学芸出版社、1999年 ISBN 9784761522209
- 山本玲子「歴史的町並みと全国まちなみ保存連盟」『家とまちなみ』第54号（2006年9月）